# Primetime-Emmy-Verleihung 1966
Die 18. Emmy-Verleihung fand am 22. Mai 1966 im Hollywood Palladium in Los Angeles, Kalifornien, USA statt. Die Zeremonie wurde von Danny Kaye und Bill Cosby moderiert.

## Nominierungen und Gewinner

### Programmpreise
| Kategorie                                                                | Preisträger                    | Programm                                                                 | Nominierungen |
| ------------------------------------------------------------------------ | ------------------------------ | ------------------------------------------------------------------------ | --- |
| Outstanding Dramatic Program (Bestes Dramaprogramm)                      | Daniel Melnick, David Susskind | Ages of Man, CBS                                                         | George Schaefer für Hallmark Hall of Fame (Episode: Eagle in a Cage), NBC George Schaefer für Hallmark Hall of Fame (Episode: Inherit the Wind), NBC Irving Elman für Slattery's People (Episode 2.5: Rally 'Round Your Own Flag, Mister), CBS |
| Outstanding Dramatic Series (Beste Dramaserie)                           | Alan A. Armer                  | Auf der Flucht, ABC                                                      | David Dortort für Bonanza, NBC Irving Elman für Slattery's People, CBS Norman Felton für Solo für O.N.C.E.L., NBC Morton Fine, David Friedkin für Tennisschläger und Kanonen, NBC |
| Outstanding Variety Series (Beste Unterhaltungsserie)                    | Bob Finkel                     | The Andy Williams Show, NBC                                              | Seymour Berns für The Red Skelton Show, CBS William O. Harbach, Nick Vanoff für The Hollywood Palace, ABC Robert Scheerer für The Danny Kaye Show, CBS Art Stark für The Tonight Show Starring Johnny Carson, NBC |
| Outstanding Variety Special (Bestes Unterhaltungsspezial)                | Bob Hope                       | Bob Hope Presents the Chrysler Theatre (Episode: Christmas Special), NBC | Stan Greene für The Swinging World of Sammy Davis, Jr., Syndicated Alan Handley für The Julie Andrews Show, NBC Alan Handley, Bob Wynn für Jimmy Durante Meets the Lively Arts, ABC Bud Yorkin für An Evening with Carol Channing, CBS |
| Outstanding Musical Program (Bestes Musikprogramm)                       | Dwight Hemion                  | Frank Sinatra: A Man and His Music, NBC                                  | Roger Englander für New York Philharmonic Young People’s Concerts, CBS Dwight Hemion, Joe Layton für Color Me Barbra, CBS Ted Mills für The Bolshoi Ballet, Syndicated Barry Wood für The Bell Telephone Hour, NBC |
| Outstanding Comedy Series (Beste Comedyserie)                            | Carl Reiner                    | The Dick Van Dyke Show, CBS                                              | Howie Horwitz für Batman, ABC Edward H. Feldman für Ein Käfig voller Helden, CBS Leonard B. Stern für Mini-Max, NBC Jerry Davis für Verliebt in eine Hexe, ABC |
| Achievements in Educational Television (Leistungen im Bildungsfernsehen) | Julia Child                    | The French Chef, NET                                                     | Paul Bonner für Baldwin vs. Buckley, NET Curtis W. Davis für Festival of Arts (Episode: An Hour with Joan Sutherland), NET Max Frankel, Lester Markel, Tom Wicker für News in Perspective, NET Karl Genus für Festival of Arts (Episode: Sibelius: A Symphony of Finland), NET Harold Mayer für America's Crises (Folge: Mental Heath: Trouble in the Family), NET Richard Moore, Irving Saraf für Changing World, NET Arthur Rabin für History of the Negro People, NET Lane Slate für The Creative Person, NET David Sloss für Festival of Arts (Folge: A Roomful of Music), NET Jac Venza für Festival of Arts (Folge: Dance Theatre of José Limon), NET |
| Outstanding Children’s Program (Bestes Kinderprogramm)                   | Lee Mendelson, Bill Melendez   | A Charlie Brown Christmas, CBS                                           | Walt Disney, Ron Miller für Walt Disney's Wonderful World of Color (Episode 11.16-18: The Adventures of Gallegher), NBC George A. Heinemann für NBC Children’s Theatre (Episode: The World of Stuart Little), NBC Al Hyslop für Captain Kangaroo, ABC Jules Power für Discovery, ABC |

### Regiepreise
| Kategorie                                                                                            | Preisträger    | Programm                                                            | Nominierungen |
| --- | -------------- | ------------------------------------------------------------------- | --- |
| Outstanding Directorial Achievement in Drama (Beste Regie Dramaserie)                                | Sydney Pollack | Bob Hope Presents The Chrysler Theatre (Episode 3.1: The Game), NBC | Sheldon Leonard für Tennisschläger und Kanonen (Episode 1.1: So Long, Patrick Henry (Hongkong-Segment); Episode 1.2: A Cup of Kindness: Episode 1.3: Carry Me Back to Old Tsing-Tao), NBC George Schaefer für Hallmark Hall of Fame (Episode: Eagle in a Cage), NBC George Schaefer für Hallmark Hall of Fame (Episode: Inherit the Wind), NBC |
| Outstanding Directorial Achievement in Variety or Music (Beste Regie Unterhaltungs- oder Musikserie) | Alan Handley   | The Julie Andrews Show, NBC                                         | Greg Garrison für The Dean Martin Show, NBC Dwight Hemion für Color Me Barbra, CBS Dwight Hemion für Frank Sinatra: A Man and His Music, NBC Bob Henry für The Andy Williams Show, NBC |
| Outstanding Directorial Achievement in Comedy (Beste Regie Comedyserie)                              | William Asher  | Verliebt in eine Hexe, ABC                                          | Paul Bogart für Mini-Max (Folge 1.2: Diplomat's Daughter), NBC Jerry Paris für The Dick Van Dyke Show, CBS |

### Drehbuchpreise
| Kategorie                                                           | Preisträger                            | Programm                                                            | Nominierungen |
| ------------------------------------------------------------------- | -------------------------------------- | ------------------------------------------------------------------- | --- |
| Writing Achievement in Drama (Bestes Drehbuch Dramaserie)           | Millard Lampell                        | Hallmark Hall of Fame (Episode: Eagle in a Cage), NBC               | Morton Fine, David Friedkin für Tennisschläger und Kanonen (Episode 1.2: A Cup of Kindness), NBC S. Lee Pogostin für Bob Hope Presents The Chrysler Theatre (Episode 3.1: The Game), NBC                                     |
| Writing Achievement in Variety (Bestes Drehbuch Unterhaltungsserie) | Hal Goldman, Al Gordon, Sheldon Keller | An Evening with Carol Channing, CBS                                 | Norman Barasch, Billy Barnes, Ernest Chambers, Ron Friedman, Paul Mazursky, Pat McCormick, Carroll Moore, Bernard Rothman, Larry Tucker für The Danny Kaye Show, CBS Sam Denoff, Bill Persky für The Julie Andrews Show, NBC |
| Writing Achievement In Comedy (Bestes Drehbuch Comedyserie)         | Sam Denoff, Bill Persky                | The Dick Van Dyke Show (Episode 5.1: Coast To Coast Big Mouth), CBS | Sam Denoff, Bill Persky für The Dick Van Dyke Show (Episode 5.4: The Ugliest Dog in the World), CBS Mel Brooks, Buck Henry für Mini-Max (Episode 1.1: Mr. Big), NBC                                                          |

### Technik-/Musikpreise
| Kategorie                                                                                   | Preisträger                             | Programm | Nominierungen |
| ------------------------------------------------------------------------------------------- | --------------------------------------- | --- | --- |
| Individual Achievements in Cinematography - Cinematography (Beste Kamera)                   | Winton C. Hoch                          | Die Seaview – In geheimer Mission, ABC                                                                                | Haskell Boggs, William P. Whitley für Bonanza, NBC Fred J. Koenekamp für Solo für O.N.C.E.L., NBC Lionel Lindon für Wettlauf mit dem Tod (Episode 1.1: The Cold, Cold War of Paul Bryan), NBC Meredith Merle Nicholson für Auf der Flucht, ABC Tom Priestley für Michelangelo: The Last Giant, NBC Ted Voigtlander für Verrückter wilder Westen, CBS |
| Individual Achievements in Cinematography - Special (Beste Spezialkamera)                   | L. B. Abbott, Howard Lydecker           | Die Seaview – In geheimer Mission, ABC                                                                                | L. B. Abbott, Howard Lydecker für Verschollen zwischen fremden Welten, CBS Edward P. Ancona Jr. für Bonanza, NBC |
| Individual Achievements in Film Editing (Bester Filmschnitt)                                | David E. Blewitt, William T. Cartwright | The Making of a President: 1964, CBS                                                                                  | James Baiotto, Robert Belcher, Dick Wormell für Die Seaview – In geheimer Mission, ABC Henry Berman, Joseph Dervin, William B. Gulick für Solo für O.N.C.E.L., NBC Marvin Coil, Everett Douglas, Ellsworth Hoagland für Bonanza, NBC Loftus McDonough für Michelangelo: The Last Giant, NBC                                                          |
| Individual Achievements in Electronic Production - Video Tape Editing (Bester Videoschnitt) | Craig Curtis, Arthur Schneider          | The Julie Andrews Show, NBC                                                                                           | Stan Chlebek, Craig Curtis, Arthur Schneider für Lorne Greene's American West, NBC |
| Individual Achievements in Electronic Production - Audio Engineering (Beste Tontechnik)     | Laurence Schneider                      | New York Philharmonic Young People’s Concerts (Episode 9.4: Young Performers - No. 7: Pictures at an Exhibition), CBS | William Cole für The Andy Williams Show, NBC Herman Lewis für Perry Mason, CBS |
| Individual Achievements in Sound Editing (Bester Tonschnitt)                                | Auszeichnung nicht vergeben             | | James Bourgeois für Im Reich der wilden Tiere, NBC Bob Cornett, Don Hall, Don Higgins, Elwell Jackson, für Die Seaview – In geheimer Mission, ABC Ralph Hickey, Dick Le Grand, Ross Taylor, Harold E. Wooley für Batman, ABC John Lipow, William Rival für Solo für O.N.C.E.L., NBC                                                                  |

### Ausstattungspreise
| Kategorie                                                                                              | Preisträger     | Programm                                        | Nominierungen |
| --- | --------------- | ----------------------------------------------- | --- |
| Individual Achievements in Art Direction and Allied Crafts - Art Direction (Beste künstlerische Regie) | James Trittipo  | The Hollywood Palace, ABC                       | Carroll Clark, James W. Tuntke für Walt Disney's Wonderful World of Color (Episode 12.2-4: Further Adventures of Gallegher), NBC William J. Creber für Die Seaview – In geheimer Mission, ABC George W. Davis, Merrill Pye, James W. Sullivan für Solo für O.N.C.E.L., NBC John Lipow, Tom H. John für Color Me Barbra, CBS Edward Stephenson für The Andy Williams Show, NBC |
| Individual Achievements in Art Direction and Allied Crafts - Set Direction (Beste Bühnenregie)         |                 |                                                 | Henry Grace, Frank Lombardo, Jack Mills, Charles S. Thompson für Solo für O.N.C.E.L., NBC Bill Harp für Color Me Barbra, CBS Norman Rockett für Die Seaview – In geheimer Mission, ABC |
| Individual Achievements in Art Direction and Allied Crafts - Costume Design (Bestes Kostümdesign)      |                 |                                                 | Ray Aghayan, Bob Mackie für Danny Thomas' The Wonderful World of Burlesque: Second Edition, NBC Stan Chlebek. Craig Curtis, Arthur Schneider für Lorne Greene's American West, NBC |
| Individual Achievements in Art Direction and Allied Crafts - Makeup (Bestes Makeup)                    | Bob O’Bradovich | Hallmark Hall of Fame (Folge: Inherit the Wind) | |

### Darstellerpreise
| Kategorie | Preisträger      | Programm                                                                      | Nominierungen |
| --- | ---------------- | ----------------------------------------------------------------------------- | --- |
| Outstanding Single Performance by an Actor in a Leading Role in a Drama (Bester Einzeldarsteller Drama)                     | Cliff Robertson  | Bob Hope Presents The Chrysler Theatre (Episode 3.1: The Game), NBC           | Ed Begley für Hallmark Hall of Fame (Episode: Inherit the Wind), NBC Melvyn Douglas für Hallmark Hall of Fame (Episode: Inherit the Wind), NBC Trevor Howard für Hallmark Hall of Fame (Episode: Eagle in a Cage), NBC Christopher Plummer für Hamlet at Elsinore, Syndicated                                                           |
| Outstanding Single Performance by an Actress in a Leading Role in a Drama (Beste Einzeldarstellerin Drama)                  | Simone Signoret  | Bob Hope Presents The Chrysler Theatre (Episode 3.13: A Small Rebellion), NBC | Eartha Kitt für Tennisschläger und Kanonen (Episode 1.6: The Loser), NBC Margaret Leighton für Dr. Kildare (Episode 5.1: Behold The Great Man; Episode 5.2: A Life for a Life; Episode 5.3: Web of Hate; Episode 5.4: Horizontal Hero); NBC Shelley Winters für Bob Hope Presents The Chrysler Theatre (Episode 3.5: Back to Back), NBC |
| Outstanding Continued Performance by an Actor in a Leading Role in a Dramatic Series (Bester Hauptdarsteller Dramaserie)    | Bill Cosby       | Tennisschläger und Kanonen, NBC                                               | Richard Crenna für Slattery's People, CBS Robert Culp für Tennisschläger und Kanonen, NBC David Janssen für Auf der Flucht, ABC David McCallum für Solo für O.N.C.E.L., NBC |
| Outstanding Continued Performance by an Actress in a Leading Role in a Dramatic Series (Beste Hauptdarstellerin Dramaserie) | Barbara Stanwyck | Big Valley, ABC                                                               | Anne Francis für Privatdetektivin Honey West, ABC Barbara Parkins für Peyton Place, ABC |
| Outstanding Performance by an Actor in a Supporting Role in a Drama (Bester Nebendarsteller Dramaserie)                     | James Daly       | Hallmark Hall of Fame (Episode: Eagle in a Cage), NBC                         | David Burns für Trials of O'Brien, CBS Leo G. Carroll für Solo für O.N.C.E.L., NBC |
| Outstanding Performance by an Actress in a Supporting Role in a Drama (Beste Nebendarstellerin Dramaserie)                  | Lee Grant        | Peyton Place, ABC                                                             | Diane Baker für Hallmark Hall of Fame (Episode: Inherit the Wind), NBC Pamela Franklin für Hallmark Hall of Fame (Episode: Eagle in a Cage), NBC Jeanette Nolan für Tennisschläger und Kanonen (Episode 1.22: The Conquest of Maude Murdock), CBS                                                                                       |
| Outstanding Continued Performance by an Actor in a Leading Role in a Comedy Series (Bester Hauptdarsteller Comedyserie)     | Dick Van Dyke    | The Dick Van Dyke Show, CBS                                                   | Don Adams für Mini-Max, NBC Bob Crane für Ein Käfig voller Helden, CBS |
| Outstanding Continued Performance by an Actress in a Leading Role in a Comedy Series (Beste Hauptdarstellerin Comedyserie)  | Mary Tyler Moore | The Dick Van Dyke Show, CBS                                                   | Lucille Ball für Hoppla Lucy!, CBS Elizabeth Montgomery für Verliebt in eine Hexe, ABC |
| Outstanding Performance by an Actor in a Supporting Role in a Comedy (Bester Nebendarsteller Comedyserie)                   | Don Knotts       | The Andy Griffith Show (Episode 6.17: The Return of Barney Fife), CBS         | Morey Amsterdam für The Dick Van Dyke Show, CBS Frank Gorshin für Batman (Episode 1.1: Hi Diddle Riddle), ABC Werner Klemperer für Ein Käfig voller Helden, CBS |
| Outstanding Performance by an Actress in a Supporting Role in a Comedy (Beste Nebendarstellerin Comedyserie)                | Alice Pearce     | Verliebt in eine Hexe, ABC                                                    | Rose Marie für The Dick Van Dyke Show, CBS Agnes Moorehead für Verliebt in eine Hexe, ABC |